# Taj McWilliams-Franklin
Pour les articles homonymes, voir McWilliams et Franklin.
Taj McWilliams-Franklin, née le 20 octobre 1970 à El Paso (Texas), est une joueuse américaine de basket-ball, évoluant au poste de pivot, devenue entraîneuse.

## Biographie
Après sa carrière universitaire, elle rejoint l'Europe pour y effectuer une carrière professionnelle, aucune ligue professionnelle n'existant aux États-Unis à cette époque. Elle rejoint ensuite la ligue ABL, puis la WNBA en 1999 chez les Orlando Miracle. Elle déménage avec cette dernière franchise à Uncasville, lieu où la franchise prend le nom de Connecticut Sun. Elle y dispute deux finales WNBA en 2004 et 2005. 
Durant l'intersaison de WNBA, elle continue de jouer sur d'autres continents, en Europe en Italie, Russie, République tchèque. Elle est ainsi élue MVP de Euroligue 2004-2005 pour sa saison effectuée à Gambrinus Sika Brno, saison terminée par une finale de la compétition. Elle évolue également dans la ligue australienne de WNBL chez les Dandenong Rangers de Melbourne. Durant les années suivantes, elle évolue dans de nombreux clubs, obtenant un titre de champion d'Espagne avec CB Halcón Viajes. Elle effectue également une saison en Turquie, avec le club de Galatasaray avec lequel elle remporte une coupe du Président de Turquie.
À l'automne 2010, elle effectue une pige médicale avec Ros Casares Valencia pour remplacer quelques mois Nicky Anosike.
Elle est la plus ancienne joueuse de WNBA en 2010, la seule à avoir connu la première saison WNBA. En 2011, elle est sacrée championne WNBA avec le Lynx. En août 2012, elle établit un nouveau record historique de rebonds offensifs en carrière, battant l'ancienne performance de Yolanda Griffith (1 049).
À la fin de la saison 2012, elle prend sa retraite sportive sur une finale WNBA. Pour 2013, elle devient assistante coach de Bill Laimbeer au Liberty de New York.
En mai 2015, elle est nommée entraîneuse de l'université Post.
En 2017, elle est engagée comme assistante de Fred Williams par les Wings de Dallas. Le 12 août 2018, le propriétaire des Wings relève Williams de ses fonctions pour cause de résultats insuffisants et désigne son assistante  McWilliams-Franklin (secondée par Erin Phillips et Travis Charles) pour assurer l'intérim.
En 2020, elle devient directrice du développement des joueuses pour la WNBAm.

## Club
- 1989 :  Georgia State University (NCAA)
- 1990-1993 :  St. Edward's University (NCAA)
- 1993-1994 :  Wolfenbüttel Wildcats
- 1994-1995 :  Contern
- 1995-1996 :  Galilee
- 1996-1998 :  Richmond / Philadelphia Rage (ABL)
- 1999-2002 :  Famila Schio
- 2003-2004 :  ASD Basket Parme
- 2004-2005 :  Gambrinus Sika Brno
- 2005 :  Dandenong Rangers (WNBL)
- 2005-2006 :  CB Halcón Viajes
- 2006-2007 :  Spartak région de Moscou
- 2008-2009 :  Galatasaray
- 2009-2010 :  Frisko Sika Brno
- 2010 :  Ros Casares Valencia

### Ligue d’été
- 1999-2002 : Orlando Miracle (WNBA)
- 2003-2006 : Connecticut Sun (WNBA)
- 2007 : Los Angeles Sparks (WNBA)
- 2008 : Washington Mystics (WNBA)
- 2008-2009 : Detroit Shock (WNBA)
- 2010 : New York Liberty (WNBA)
- 2011 : Minnesota Lynx (WNBA)

## Palmarès

### Club
- Finale WNBA 2004, 2005
- Finale de l'Euroligue 2004-2005
- Vainqueur de l'Euroligue 2007
- championne d'Espagne 2006
- Vainqueur de la coupe du Président de Turquie 2008
- Champîonne WNBA 2011

### Sélection nationale
- Championnat du monde de basket-ball féminin
  -  Médaille d'or du Championnat du monde 1998 en Allemagne

### Distinctions personnelles
- Choisie en 40e position par les Richmond-Philadelphia Rage lors de la draft ABL 1996
- Choisie en 32e position par le Orlando Miracle lors de la Draft WNBA 1999
- MVP de Euroligue féminine de basket-ball 2004-2005 avec Basketbalový Klub Brno
- Participation au All Star Game WNBA 1999, 2000, 2001, 2005
- Record en carrière WNBA des rebonds offensifs (jusque 2016)
- Sélection WNBA pour de la rencontre The Game at Radio City en 2004
- Trophée Kim Perrot de la sportivité 2005
- Second cinq défensif de la WNBA 2005
- Second meilleur cinq de la WNBA (2005, 2006)